# Dressed Up as Life
| Recensione    | Giudizio |
| ------------- | -------- |
| AllMusic      |          |
| IGN Australia | 7.7/10   |

Dressed Up as Life è il secondo album in studio del gruppo alternative rock australiano Sick Puppies, pubblicato il 3 aprile 2007 dalla Virgin Records. Questo è il primo album del gruppo distribuito a livello internazionale, in quanto l'album precedente, Welcome to the Real World, era stato distribuito solo in Australia.

## Tracce
1. My World – 4:00
2. Pitiful – 3:44
3. Cancer – 3:05
4. What Are You Looking For – 4:09
5. Deliverance – 3:12
6. All the Same – 4:18
7. Too Many Words – 3:21
8. Howard's Tale – 4:12
9. Asshole Father – 3:00
10. Issues – 4:00
11. Anywhere but Here – 3:59
12. The Bottom – 4:37

## Formazione
- Shim Moore – voce, chitarra
- Emma Anzai – basso, cori
- Mark Goodwin – batteria

## Classifiche
| Classifica (2007) | Posizione massima |
| ----------------- | ----------------- |
| USA Billboard 200 | 181               |
| USA Heatseekers   | 4                 |